# Sint-Servatiuskerk (Vaesrade)
De Sint-Servatiuskerk is een kerkgebouw in Vaesrade in de Nederlands Zuid-Limburgse gemeente Beekdaelen. De kerk ligt op een kerkheuvel.
De kerk is een rijksmonument en is gewijd aan Servatius.

## Geschiedenis
In 1596 wordt door Martinus Snijders, "scholtis der heerlijkheden Geleen en Amstenrade" in Vaesrade een kapel gesticht en gebouwd.
Vóór 1674 wordt deze kapel verwoest en vervolgens door de bewoners gedeeltelijk hersteld.
In 1714 wordt de eerste Kluizenaar van Vaesrade, Wilhelm Thielen, benoemd die zich naast de kapel mag vestigen in een door hem zelf te bouwen kluis onder voorwaarde dat hij de kapel zal herstellen en de jeugd van Vaesrade zal onderwijzen
Vaesrade wordt in 1855 verheven tot rectoraat onder de parochie Nuth. Er wordt een hulp- of rectoraats-kerk gebouwd die in 1857 gereed komt. De kluis wordt afgebroken en op die plaats wordt de (nog steeds bestaande) pastorie gebouwd. De kapel doet vanaf 1857 dan dienst als sacristie bij de rectoraatskerk.
In 1929 wordt ook de rectoraatskerk te klein bevonden en vervangen door de huidige kerk. In dat jaar wordt ook de kapel annex sacristie gesloopt.
In 1929 werd de huidige kerk gebouwd. Ze werd opgetrokken naar het ontwerp van architect Nic Ramakers uit Sittard in een stijl die beïnvloed is door het expressionisme en de neogotiek.
In 1933 zijn er muurschilderingen aangebracht op de balustrade van het oxaal.

## Opbouw
Het kerkgebouw is bijna noord-zuid gepositioneerd met het koor richting het zuiden en heeft een kruisvormige plattegrond. Het heeft een toren die naast het voorportaal geplaatst is. Het dak van de kerk is gedekt met een zadeldak met leien in maasdekking. De zijbeuken zijn gedekt door dwars ingestoken zadeldaken. Het gebouw is opgetrokken uit een soort hardgebakken baanringovensteen en heeft in het transept en de zijbeuken keperboogvensters.

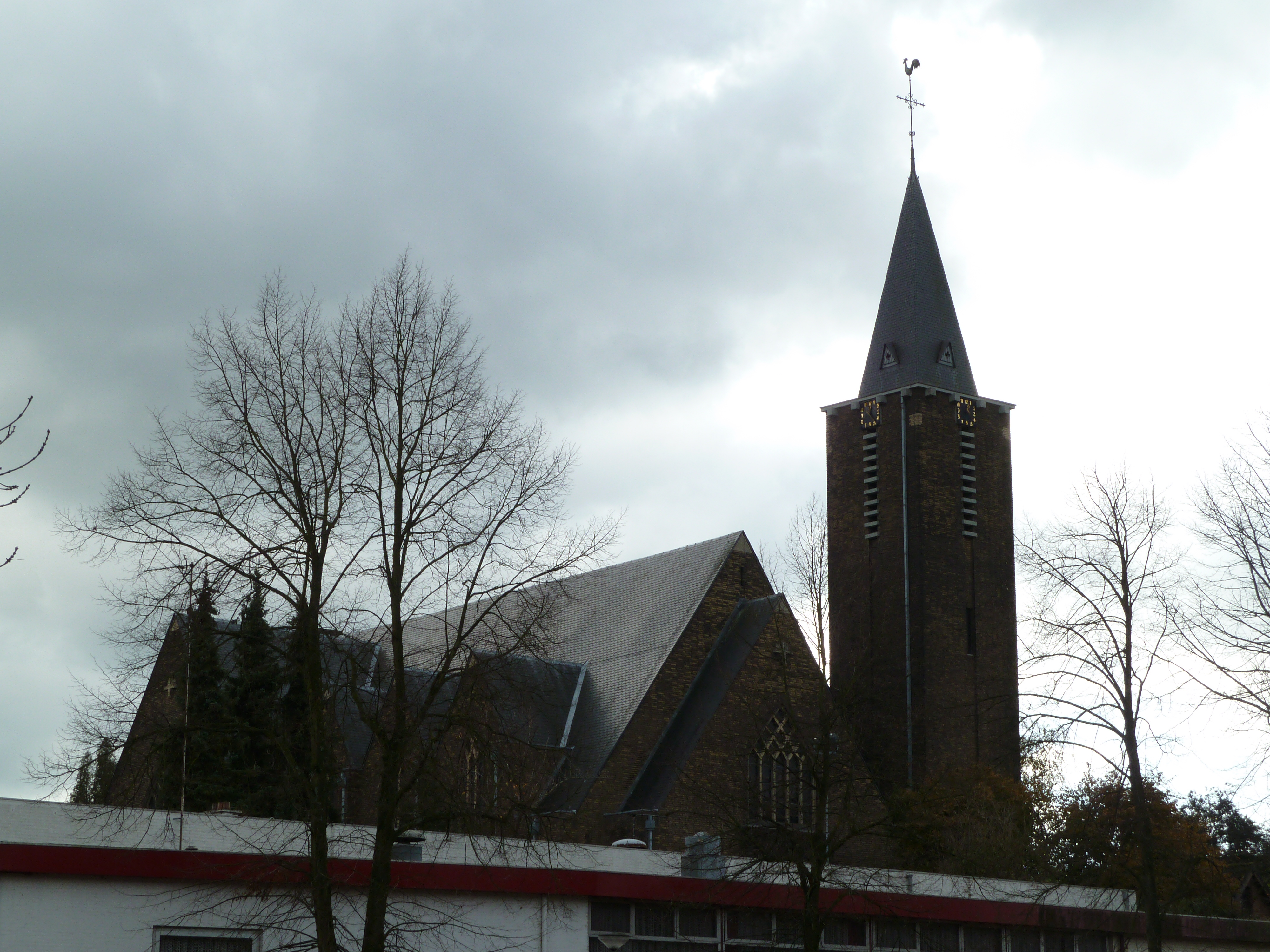
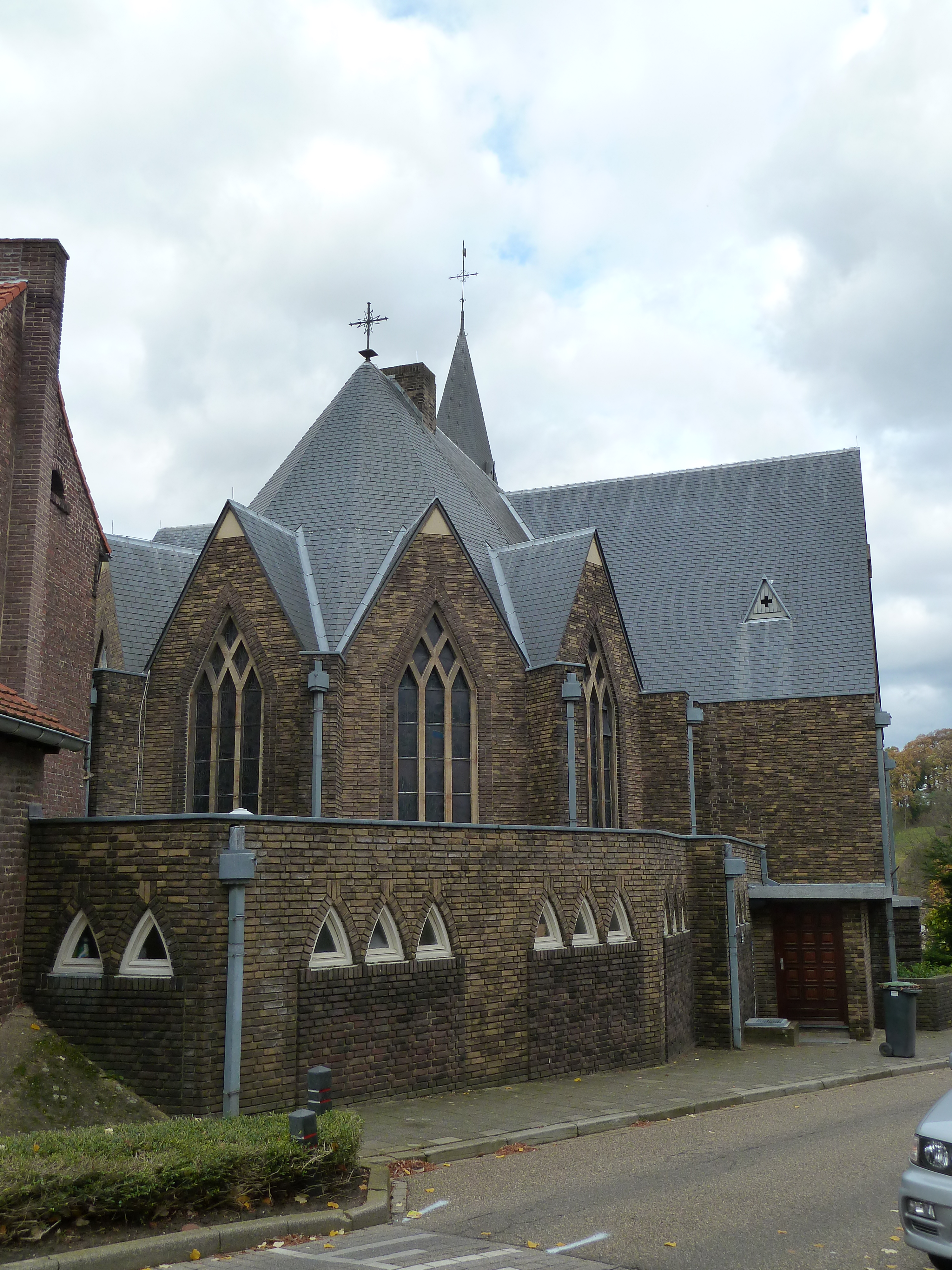
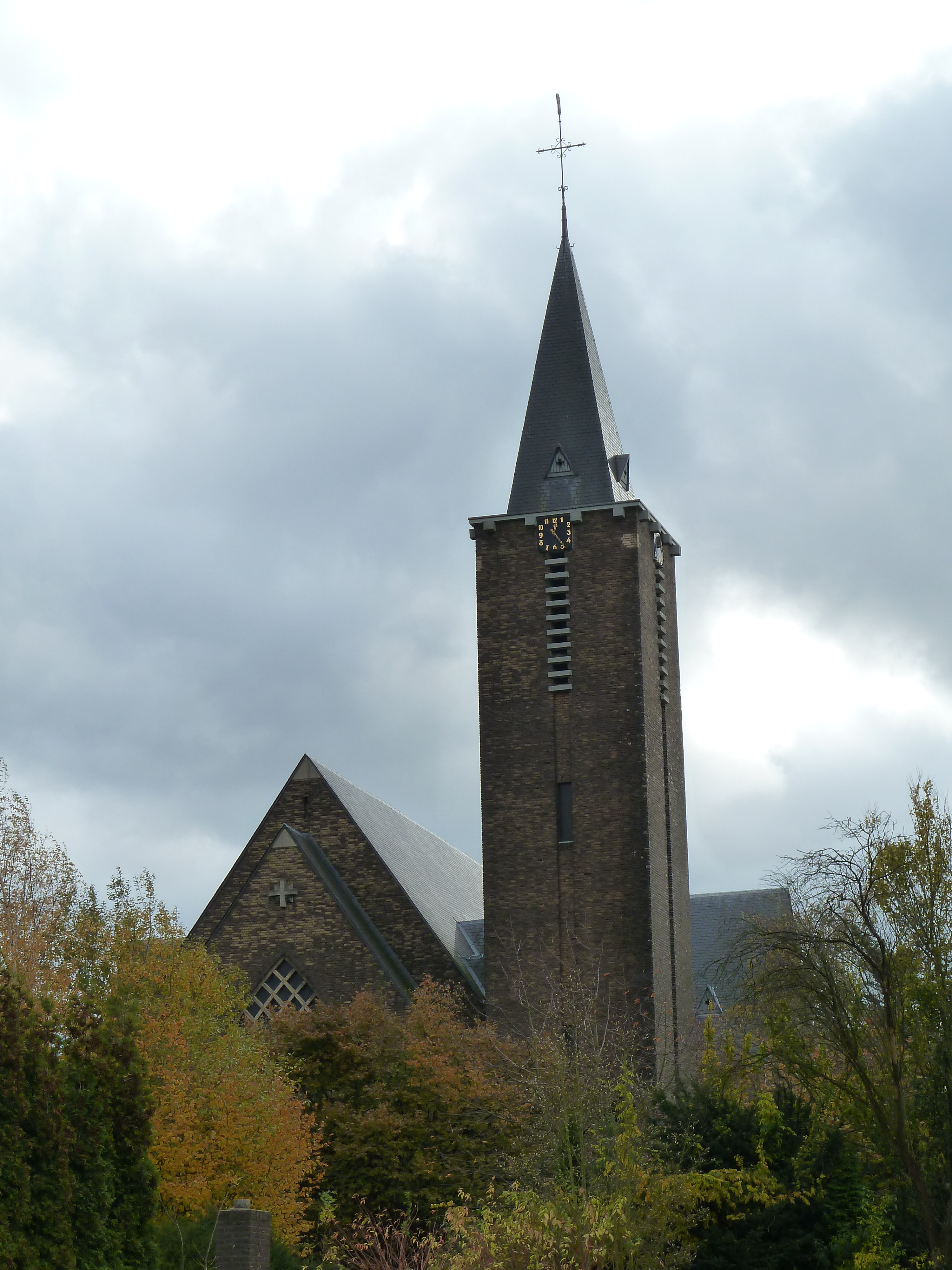